# Shijiangshanita
La shijiangshanita és un mineral de la classe dels silicats. Rep el nom de la mina Shijiangshan, a la República Popular de la Xina, la seva localitat tipus.

## Característiques
La shijiangshanita és un inosilicat de fórmula química Pb₃CaAl(Si₅O₁₄)(OH)₃·3H₂O. Va ser aprovada com a espècie vàlida per l'Associació Mineralògica Internacional l'any 2022, i encara resta pendent de publicació. Cristal·litza en el sistema trigonal.
Les mostres que van servir per a determinar l'espècie, el que es coneix com a material tipus, es troben conservades a la col·lecció mineralògica del Museu Geològic de la Xina, a Beijing (República Popular de la Xina), amb el número de catàleg: m16135, i a les col·leccions del laboratori d'estructura cristal·lina de l'institut de recerca científica de la Universitat de Geociències de la Xina, també a Beijing, amb el número de catàleg: sjs-1.

## Formació i jaciments
Va ser descoberta a la mina Shijiangshan, situada al comtat de Keshiketeng, a Chifeng (Mongòlia Interior, República Popular de la Xina), on sol trobar-se associada a calcita. Aquesta mina xinesa és l'únic indret de tot el planeta on ha estat descrita aquesta espècie mineral.